# 長壁姫

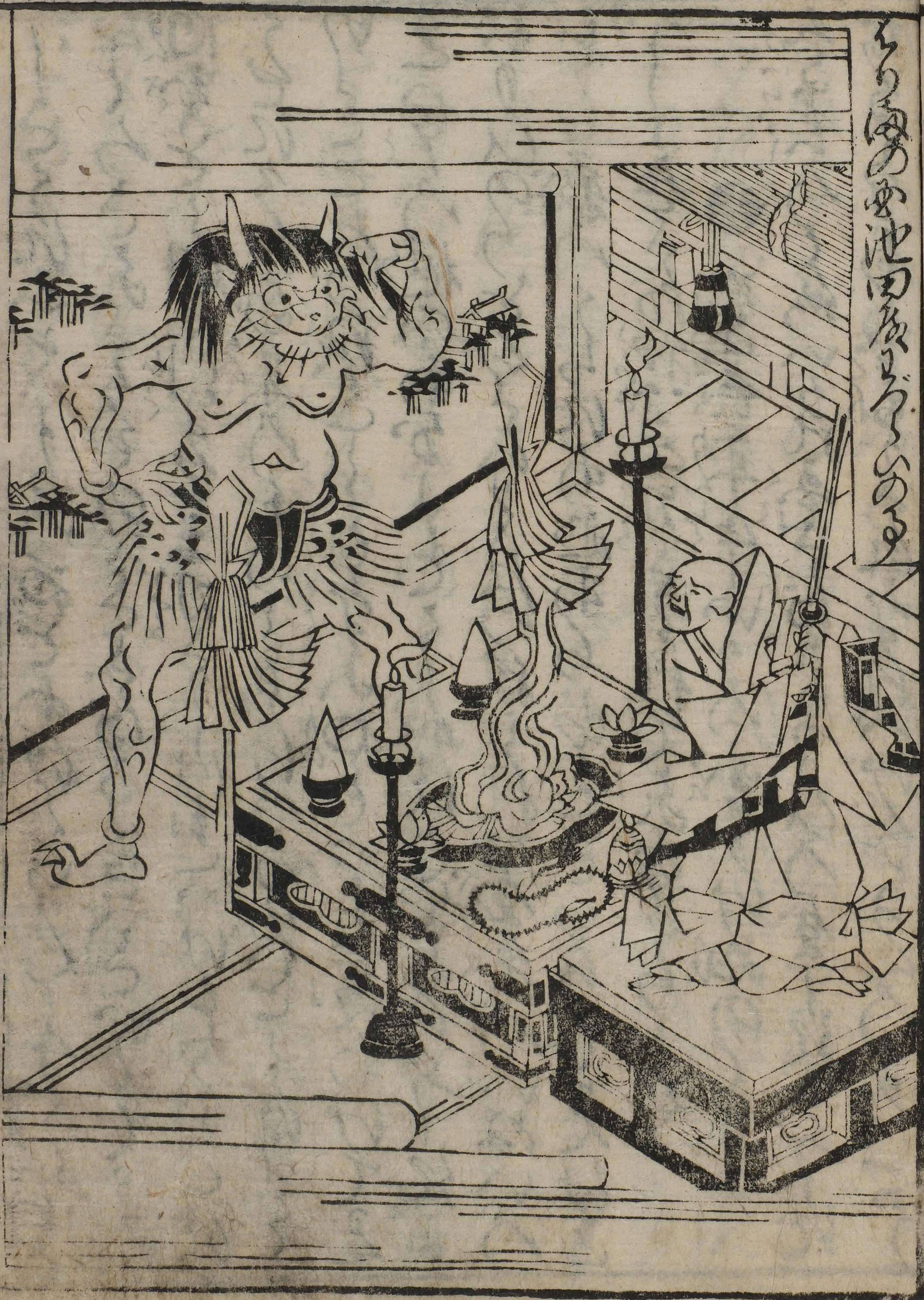
『諸国百物語』より「播磨の天守の鬼神」

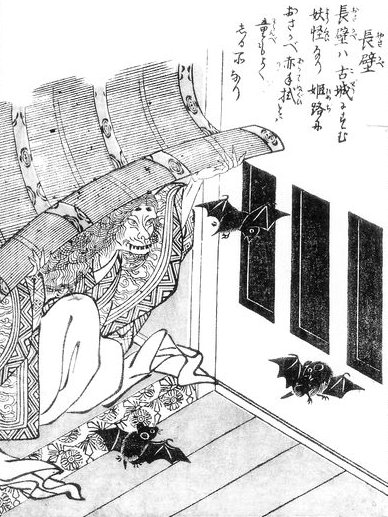
鳥山石燕『今昔画図続百鬼』より「長壁」

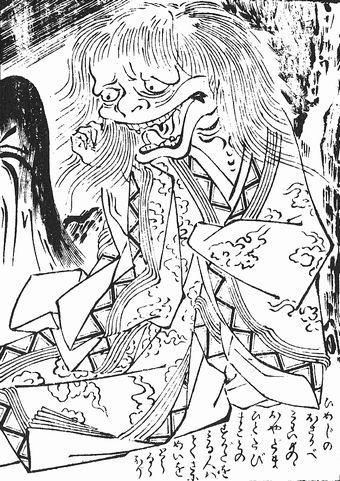
北尾政美『夭怪着到牒』より「おさかべ」

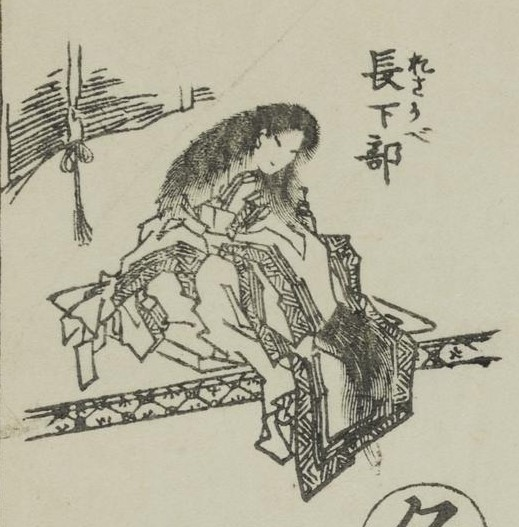
葛飾北斎『源平名頭　絵本武者部類』より「長下部」

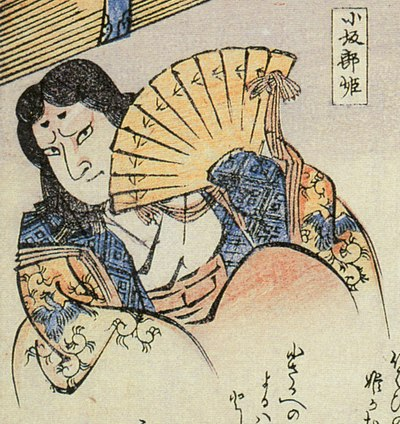
竜斎閑人正澄画『狂歌百物語』より「小坂部姫」

長壁姫（おさかべひめ）は、日本の妖怪。姫路城に隠れ住むといわれる女性の妖怪である。小刑部姫、刑部姫、小坂部姫とも。

## 物語

### 江戸時代の作品
- 怪談集『諸国百物語』（1677年）

江戸時代の怪談集『諸国百物語』では「おさかべ」ではなく「城ばけ物」と呼ばれ、男女含むさまざまな姿で現れた。
天守閣で播磨姫路藩初代藩主池田三左衛門輝政の病気平癒のため、加持祈禱をしていた比叡山の阿闍梨の前に、三十歳ほどの妖しい女が現われ、退散を命じた。逆に阿闍梨が叱咤するや、身の丈2丈（約6メートル）もの鬼神に変じ、阿闍梨を蹴り殺して消えたという。
また、姫路城主である秀勝が若侍に夜の天守の不審な灯りを確認しに行かせたところ、女がいて確認の証拠品として櫛をくれたという。秀勝が直接確認しに行ったところ座頭が現れ身の丈1丈ほどの鬼神に変じたが、気付けば秀勝は御座所にいたという。
- 浮世草子『西鶴諸国ばなし』（井原西鶴、1685年）

『西鶴諸国ばなし』では、「於佐賀部（おさかべ）」は800匹の眷属を操り、自在に人の心を読みすかし、人の心をもてあそんだと、妖怪として人間離れした記述がある。
- 浄瑠璃『播州皿屋敷』（為永太郎兵衛・浅田一鳥、1741年）

姫路城を手に入れた青山鉄山を悩ます怪異「八天狗刑部」として登場する。
- 奇談集『老媼茶話』（三坂大弥太、1742年）

江戸時代の奇談集『老媼茶話』では猪苗代城の妖姫「亀姫」と近縁の化け物として併記される。姫路城主であった松平義俊の小姓の森田図書が肝試しで天守閣に上ったところで、三十四、五歳の十二単を着た気高い女性と出会い、「何をしに来た」と訊ねられて「肝試しです」と答えると、その度胸と率直さに感心した女性は肝試しの証拠品として錣（しころ：兜につけて首元を守る防具）をくれたという
- 『今昔画図続百鬼』（鳥山石燕、1779年）

『今昔画図続百鬼』では「長壁（おさかべ）」とされ、コウモリを従えた老姫の姿で描かれている。
- 黄表紙『夭怪着到牒』（北尾政美、1788年）

黄表紙『夭怪着到牒』にも「おさかべ」の表記で登場しており、同書ではおさかべの顔を見た者は即座に命を失うとある。
- 随筆『甲子夜話』（松浦静山）

随筆『甲子夜話』には次のように書かれている。「ヲサカベ」は姫路城の天守に住んでおり、人が入ってくることを嫌っている。年に1度だけ老婆の姿で城主と会っており、それ以外の人は怯えて登らないという。作者の松浦静山が姫路藩主の酒井忠以にこの事を尋ねてみると、「世の中ではそのような事が言われているが天守の上は特に変わったところはない。常日頃から上る者もいる」と語ったという。また姫路の宿の主にこの事を尋ねてみると、「姫路ではヲサカベとは言わずハッテンドウと言う」と語ったという。

### 近現代の作品
- 実録物『今古實録 増補英雄美談』

明治18年頃に刊行された宮本武蔵の実録物『今古實録 増補英雄美談』には以下の内容が書かれている。
宮本武蔵は実父・吉岡無二斎を銃殺した佐々木岸柳を追って姫路に来た。佐々木は不在だったが、佐々木が姫路城主の木下勝俊の剣術師範だったことを武蔵は知り、佐々木の行方を探るため「宮本七之介」の名で足軽として木下勝俊に仕えることにする（なお、史実では木下勝俊は姫路城主にはなっていない）。その頃、小刑部大明神として高師直の娘・小刑部姫を祀っていた姫路城の天守閣では、怪異が相次いでいた。誰もが恐れる天守閣の夜番を無事に乗り切ったことで正体が発覚した武蔵に、勝俊は改めて天守の怪異の究明を頼む。武蔵が灯りを手に天守閣の五重目へとあがり、明け方まで過ごしていると、小刑部明神の神霊を名乗る女性が現れた。女性は、ここに巣食っていた齢数百年の古狐が武蔵が来たことで立ち去ったと告げ、武蔵に褒美として名刀・郷義弘を授けた。だが、これは小刑部姫に化けた悪狐の罠だった。郷義弘は、豊臣秀吉から拝領した木下家の家宝であり、悪狐は武蔵に罪を着せて殺そうとしたのである。しかし、悪狐の目論みはうまくいかず、武蔵は勝俊の家臣のお預かりとなった。悪狐はその後、中山金吾という少年に化けて武蔵に弟子入りしたところを、見破られて退治される。
この話は前述の『老媼茶話』のおさかべ姫と宮本武蔵が結び付けられた話といわれている。
講釈師・小金井蘆洲（三代目）による講演の口述筆記という形で、大正4年の大阪毎日新聞に連載された『宮本武蔵』にも、『今古實録 増補英雄美談』とほぼ同じ筋立ての狐退治のエピソードがある。こちらでは、武蔵が名乗った偽名は「滝本又三郎」となっている。
姫路市の地元では、武蔵の妖怪退治の逸話が昔話という形で広まっているが、郷義弘が盗品であったなどの後段の部分が省かれ、美談で終わることが多い。
- 戯曲『天守物語』（泉鏡花）

『天守物語』によれば亀姫とは義理の姉妹となっている。
- 『小坂部姫』（岡本綺堂）

『小坂部姫』によれば、小坂部姫は高師直の娘となっている。
- 『おさかべ姫』（火坂雅志）：短編集『壮心の夢』に収録。

### 正体
長壁姫の正体については老いたキツネ、井上内親王が息子である他戸親王との間に産んだ不義の子、伏見天皇が寵愛した女房の霊、姫路城のある姫山の神、築城の際に人柱となった女の変化などの説がある。

## 由来
姫路城が建つ姫山には「刑部（おさかべ）大神」などの社があったが、豊臣秀吉は築城にあたり刑部大神の社を町外れに移した。この社の祭神が具体的にどの様な神であったかは諸説あり不明だが、やがて、城の神であり、城主の行いによっては祟ると考えられた。これに関しては次のような事件がある。関ヶ原の戦い後に新城主となった池田輝政は城を大規模に改修したが、1608年に新天守閣が完成するころ、さまざまな怪異が起こり、「命が惜しければ城の丑寅に八天堂を建立して大八天狗を祀るようにせよ」などと警告する「天狗の書状」が発見された。1611年にはついに輝政が病に臥してしまった。池田家では円満寺（現：兵庫県多可町）の明覚らを招いて天守で祈祷を行わせたが、明覚は天狗の書状通りに八天堂を建立することを勧めたので、池田家では城内鬼門に八天堂という仏堂を建立した。また、輝政の病が刑部大神の祟りだという噂が流れたため、池田家は八天堂に刑部大神を遷座した。
これが「おさかべ」の由来である。ただし初期の伝説や創作では、「城ばけ物」（『諸国百物語』）などと呼ばれ名は定まっていなかった。
この刑部明神が多くの誤伝を生み、稲荷神と習合するなどして、天守閣に住むキツネの妖怪という伝承が生まれたとする説もある。
民俗学研究所による『綜合日本民俗語彙』では、姫路から備前にかけての地域ではヘビがサカフと呼ばれることから、長壁を蛇神とする説が唱えられている。
『諸国百物語』では性別もはっきり決まっていなかった（男女含むさまざまな姿で現れた）が、やがて女性と考えられるようになった。これには「姫路」からの連想があったと考えられる。
前橋市の伝承では、1749年に姫路藩より前橋藩へ転封した松平朝矩は、姫路城から長壁神社を奉遷し、前橋城の守護神とすべく城内未申の方角（裏鬼門）に建立した。大水害で城が破壊され川越城への移転が決まったところ、朝矩の夢枕に長壁が現れ、川越へ神社も移転するように願ったという。しかし朝矩は、水害から城を守れなかったと長壁を詰問し、長壁神社をそのままに川越へ移った。その直後に朝矩が若死にしたのは長壁の祟りといわれる。前橋では現在、前橋東照宮に長壁が合祀されている。